# Завод суперфосфату у Хаміргарху
Завод суперфосфату у Хаміргарху – підприємство у штаті Раджастхан, яке належить компанії Ostwal Phoschem. 
Завод, який почав роботу у 1996 році, первісно мав потужність на рівні 100 тон суперфосфату на добу, яку в подальшому довели до 400 тон. При цьому номінальна річна потужність майданчику рахується як 132 тисячі тон, а фактичний виробіток у 2021/2022 бюджетному році склав 89 тисяч тон. 
Можливо відзначити, що Ostwal Phoschem також придбала комплекси з виробництва фосфатних добрив у Мегнагарі (через Krishana Phoschem) та Сагарі (через Madhya Bharat Agro Products).